# جايسون وليامز (ملاكم)
جايسون وليامز (بالإنجليزية: Jason Williams)‏ (21 يناير 1981 بأوكلاند في نيوزيلندا - ) هو لاعب دوري الرغبي وملاكم نيوزلندي.

## إحصائيات
خاض خلال مسيرته نزالين، فاز في 1 وخسر في 1. فاز بالضربة القاضية في نزالا واحد.

## روابط خارجية
- جايسون وليامز على موقع بوكس ريك (الإنجليزية) (registration required)